# 爨震
爨震（6世纪？—598年），南北朝末期寧州人，到隋朝時為爨豪酋。
父亲為爨瓒，在其父死後與爨翫分统其部眾，相承至隋朝，对隋朝態度相當傲慢，年貢馬僅数十匹。开皇初年，以其地分置恭州、协州、昆州。任命他为昆州刺史。开皇十七年（597年）举兵反隋，屯据要害。隋以韦冲为南宁州总管，軍至南宁，行军总管史万岁击破三十余部、逃到西洱河、滇池，爨震與西爨首领诣府谒降服，翌年，又叛，被隋军击败，惧而入朝，後為隋文帝所殺，诸子没为官奴。